# Club olympique des transports (handball)
Pour les articles homonymes, voir Club olympique des transports.
Maillots
Le Club olympique des transports (arabe : النادي الأولمبي للنقل) est un club tunisien de handball basé à Mellassine. Après la dissolution de sa section masculine, seule sa section féminine est encore active.